# Nom papal

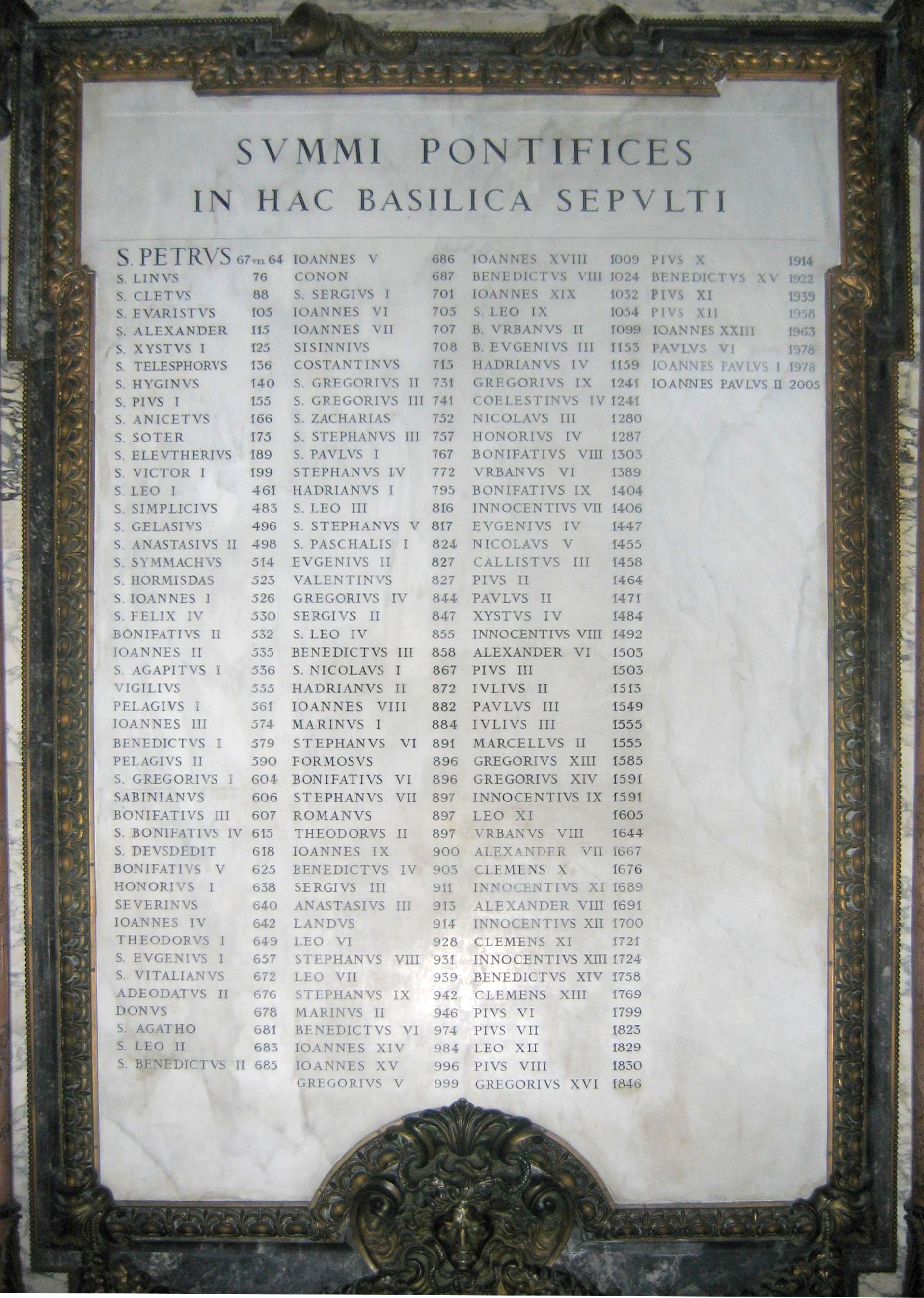
La llista dels papes de l'Església Catòlica

Un nom papal o nom pontifical és el nom regnal que pren un papa. Tant el cap de l'Església catòlica, normalment conegut com el papa, com el papa de l'Església ortodoxa copta d'Alexandria (papa copte) trien noms papals. D'ençà del 2025, el papa Lleó  és el papa catòlic, i Tauadros II o Teodoros II el papa copte. Aquest article tracta i enumera els noms dels papes catòlics.
Mentre que els papes dels primers segles conservaven els noms de naixement després de l'accés al papat, més tard els papes van començar a adoptar un nou nom a la seva adhesió. Aquesta va començar el segle vi i es va fer habitual al segle X. Des del 1555, tots els papes han pres un nom papal.
El nom pontificial es dona en llatí en virtut de la condició de papa com a bisbe de la Santa Seu de Roma i cap de l'església universal. El papa rep un nom italià en virtut de la seva ciutadania vaticana i per la seva posició de Primat d'Itàlia. Tot i això, és habitual quan es refereix a papes per traduir el nom regnal a totes les llengües locals. Així, per exemple, el Papa Leo és "Papa Leone" en italià o "Papa Lleó" en català.

## Títols

### Papa de l'Església Catòlica
El títol oficial de papa de l'Església Catòlica és Sa santedat. Un altre títol utilitzat normalment és el de Sant pare.
La llista oficial dels títols del Papa, seguint l'ordre en què apareixen a l'Annuario Pontificio és: 
Sa Santedat, Bisbe de Roma, Vicari de Jesucrist, Successor del Príncep dels Apòstols, Summe Pontífex de l'Església Universal, Primat d'Itàlia, Arquebisbe i Metropolità de la província Romana, Sobirà de l'Estat de la Ciutat del Vaticà i Servent dels Servents de Déu.

### Papa copte
El títol oficial del Papa de l'Església Ortodoxa Copta és Papa d'Alexandria i Patriarca de tota Àfrica a la Santa Seu de Sant Marc Apòstol. Successor de Sant Marc l'Evangelista, Sant Apòstol i Màrtir, al Sant Tron Apostòlic de la Gran Ciutat d'Alexandria.
És considerat com:
- Pare de Pares.
- Pastor de Pastors.
- Jerarca dels Jerarques.

Altres títols atribuïts al Jerarca del Tron Alexandrí són:
- Pilar i Defensor de la Santa, Catòlica i Apostòlica Església i de la Fe Ortodoxa.
- Degà de la Gran Escola Catequètica de Teologia d'Alexandria.
- Jutge Ecumènic de la Santa Església Apostòlica i Catòlica.
- El Tretzè dels Sants Apòstols.

## Història
Durant els primers segles d'història de l'Església, els bisbes de Roma continuaven amb el seu nom de pila després de la seva elecció. El costum d'utilitzar un nou nom va començar el 533, quan Mercuri va considerar inadequat per a un papa dir-igual que el déu pagà romà Mercuri, i va adoptar el nom de Joan II en honor del seu predecessor Joan I, que era venerat com a màrtir. Al segle X, els clergues procedents de l'altre costat dels Alps, especialment de França i Alemanya, canviaven els seus noms nadius per altres més tradicionals.
L'últim papa a utilitzar el seu propi nom va ser Marcel II el 1555, una decisió que ja llavors era una cosa excepcional. Els noms són elegits lliurement pels papes, i no es basen en cap sistema. S'han utilitzat noms de predecessors immediats o distants, mentors, sants, o fins i tot familiars, com en el cas de Joan XXIII, que va escollir aquest nom per ser el del seu pare i el del sant patró del seu poble natal (sant Joan Baptista).
El 1978, el cardenal Albino Luciani va ser el primer papa de la història en escollir un nom compost, Joan Pau I, en honor dels seus dos predecessors: Joan XXIII, qui l'havia nomenat bisbe, i Pau VI, que el va nomenar Patriarca de Venècia i cardenal. Joan Pau I també va ser el primer papa en més de mil anys (des de Landó el 913) en escollir un nom inèdit. Després de la mort de Joan Pau I tot just un mes després de la seva elecció, el cardenal Karol Wojtyła va ser triat papa i, desitjant continuar la línia establerta pel seu predecessor, va escollir el nom de Joan Pau II en el seu honor. El 2013 es va afegir un nou nom: a l'ésser elegit, el cardenal Jorge Mario Bergoglio va escollir el nom de Francesc per emfatitzar l'esperit d'humilitat de sant Francesc d'Assís.

### Simbolisme
Sovint, l'elecció del nom és vista com una indicació de a qui vol emular el nou papa, quines polítiques seguirà, o fins i tot la durada del seu pontificat. Aquest va ser el cas de Benet XVI, qui va escollir el seu nom per emular Benet XV, a més de per assenyalar que el pontificat de Benet XV, de set anys i mig, va ser relativament curt. El mateix pontificat de Benet XVI, que va finalitzar amb la seva renúncia el 28 de febrer de 2013, també va durar menys de vuit anys.
El primer papa va ser sant Pere, i cap papa ha escollit el nom de Pere II, encara que no hi ha cap prohibició de fer-ho. Des dels anys 70, alguns antipapes han pres el nom de Pere II.
Probablement a causa del controvertit antipapa del segle XV conegut com a Joan XXIII, aquest nom es va evitar durant més de 500 anys fins a l'elecció de Joan XXIII el 1958. Després de la seva elecció, no se sabia amb certesa si el seu nom seria Joan XXIII o Joan XXIV, fins que ell va afirmar que el seu nom era Joan XXIII. El nombre usat per un antipapa no se sol incloure a les llistes.

### Fórmula actual
Un cop s'ha triat un nou papa i ell ha acceptat la seva elecció, se li pregunta amb quin nom vol ser cridat, i ell escull el nom amb el qual serà conegut a partir de llavors. A continuació, el cardenal protodiaca (el cardenal diaca de major rang) apareix al balcó central de la Basílica de Sant Pere i anuncia el nou papa mitjançant la següent fórmula:
| Annuntio vobis gaudium magnum: Habemus Papam! Eminentissimum ac reverendissimum dominum, dominum [praenomen], Sanctæ Romanæ Ecclesiæ Cardinalem [nomen], qui sibi nomen imposuit [nomen pontificale]. | Us anunci un gran goig: Tenim papa! El eminentíssim i reverendíssim senyor, senyor [nom de pila (en llatí)], cardenal de la Santa Església Romana [cognom], qui s'ha imposat el nom de [nom papal]. |

Normalment és el degà de Col·legi Cardenalici qui pregunta al nou papa quin serà el seu nom. Al conclave de 2005, el cardenal Joseph Ratzinger, el degà, va ser triat papa (com Benet XVI), de manera que la pregunta la va realitzar el vicedegà, el cardenal Angelo Sodano.

## Taula de freqüència dels noms papals (Església catòlica)
Nota: els nombres en cursiva indiquen un antipapa, i els nombres en blanc indiquen un papa que mai no ha existit.
| #  | Nom        | Cops emprat | Papes | Notes |
| -- | ---------- | ----------- | --- | --- |
| 1  | Joan       | 21          | I · II · III · IV · V · VI · VII · VIII · IX · X · XI · XII · XIII · XIV · XV · XVI · XVII · XVIII · XIX · XX · XXI · XXII · XXIII · XXIII | Degut a un error de numeració, ma no ha existit un papa anomenat Joan XX. El primer Joan XXIII fou un antipapa i el segon va ser papa. Joan XVI fou un antipapa                                         |
| 2  | Gregori    | 16          | I · II · III · IV · V · VI · VII · VIII · VIII · IX · X · XI · XII · XIII · XIV · XV · XVI · XVII                                          | El primer Gregori VIII va ser un antipapa i el segon fou papa. Segons els Sedevacantistes el cardenal Giuseppe Siri va ser elegit papa amb el nom de Gregori XVII.                                      |
| 3  | Benet      | 16          | I · II · III · IV · V · VI · VII · VIII · IX · X · XI · XII · XIII · XIII · XIV · XIV · XV · XVI                                           | Benet X va ser un antipapa. El primer Benet XIV va ser un antipapa i el segon fou papa. |
| 4  | Climent    | 14          | I · II · III · III · IV · V · VI · VII · VII · VIII · VIII · IX · X · XI · XII · XIII · XIV                                                | Els primers Climent III, Climent VII i Climent VIII van ser antipapes, i els segons foren papes. |
| 5  | Lleó       | 14          | I · II · III · IV · V · VI · VII · VIII · IX · X · XI · XII · XIII · XIV                                                                   | |
| 6  | Innocenci  | 13          | I · II · III · III · IV · V · VI · VII · VIII · IX · X · XI · XII · XIII                                                                   | El primer Innocenci III fou un antipapa i el segon fou papa. |
| 7  | Pius       | 12          | I · II · III · IV · V · VI · VII · VIII · IX · X · XI · XII                                                                                | Pius IX és el papa amb el pontificat més llarg de la historia. |
| 8  | Esteve     | 9           | I · II · III · IV · V · VI · VII · VIII · IX                                                                                               | El Papa Esteve II succeí l'efímer papa electe Esteve (anomenat Esteve II en algunes llistes), qui traspassà abans de ser ordenat bisber i ja no se'l considera un Papa legítim.                         |
| 9  | Bonifaci   | 8           | I · II · III · IV · V · VI · VII · VIII · IX                                                                                               | Bonifaci VII va ser un antipapa. |
| 11 | Urbà       | 8           | I · II · III · IV · V · VI · VII · VIII | |
| 10 | Alexandre  | 7           | I · II · III · IV · V · VI · VII · VIII | Alexandre V va ser un antipapa. |
| 12 | Adrià      | 6           | I · II · III · IV · V · VI | |
| 13 | Pau        | 6           | I · II · III · IV · V · VI | |
| 14 | Celestí    | 6           | I · II · II · III · IV · V | Celestí II va ser un papa durant un dia però aquell mateix dia renuncià en favor d'Honori II. Posteriorment se'l considerà un antipapa. Temps després s'escollí Celestí II, que sí fou considerat papa. |
| 15 | Nicolau    | 5           | I · II · III · IV · V · V | El primer Nicolau V es reconegut com antipapa i el segon com a papa canònic. |
| 16 | Sixt       | 5           | I · II · III · IV · V | |
| 17 | Anastasi   | 4           | I · II · III · IV | |
| 18 | Eugeni     | 4           | I · II · III · IV | |
| 19 | Honori     | 4           | I · II · II · III · IV | El primer Honori II fou un antipapa i el segon fou papa. |
| 20 | Sergi      | 4           | I · II · III · IV | |
| 21 | Calixt     | 3           | I · II · III · III | El primer Calixt III fou un antipapa i el segon va ser papa. |
| 22 | Fèlix      | 3           | I · II · III · IV · V | Fèlix II i Fèlix V van ser antipapes. |
| 23 | Juli       | 3           | I · II · III | |
| 24 | Luci       | 3           | I · II · III | |
| 25 | Martí      | 3           | I · II · III · IV · V | Mai no ha existit un papa anomenat Martí II o Martí III, a causa d'una confusió amb els noms de Marí I i Marí II.                                                                                       |
| 26 | Silvestre  | 3           | I · II · III · IV | Silvestre IV va ser un antipapa. |
| 27 | Víctor     | 3           | I · II · III · IV | Víctor IV va ser un antipapa. |
| 28 | Deodat     | 2           | I · II | |
| 29 | Agàpit     | 2           | I · II | |
| 30 | Damas      | 2           | I · II | |
| 31 | Gelasi     | 2           | I · II | |
| 32 | Joan Pau   | 2           | I · II | |
| 33 | Marcel     | 2           | I · II | |
| 34 | Marí       | 2           | I · II | |
| 35 | Pasqual    | 2           | I · II · III | Pasqual III va ser un antipapa. |
| 36 | Pelagi     | 2           | I · II | |
| 37 | Teodor     | 2           | I · II | |
| 38 | Agató      | 1           | I | |
| 39 | Anaclet    | 1           | I · II | Anaclet II va ser un antipapa. |
| 41 | Anicet     | 1           | I | |
| 42 | Anter      | 1           | I | |
| 43 | Conó       | 1           | I | |
| 44 | Constantí  | 1           | I | |
| 45 | Corneli    | 1           | I | |
| 46 | Dionís     | 1           | I | |
| 47 | Donus      | 1           | I | |
| 48 | Eleuteri   | 1           | I | |
| 49 | Eusebi     | 1           | I | |
| 50 | Eutiquià   | 1           | I | |
| 51 | Evarist    | 1           | I | |
| 52 | Fabià      | 1           | I | |
| 53 | Formós     | 1           | I | |
| 54 | Francesc   | 1           | I | |
| 55 | Gai        | 1           | I | |
| 56 | Hilari     | 1           | I | |
| 57 | Hormisdes  | 1           | I | |
| 58 | Higini     | 1           | I | |
| 59 | Landó      | 1           | I | |
| 60 | Liberi     | 1           | I | |
| 61 | Lli        | 1           | I | |
| 62 | Marcel·lí  | 1           | I | |
| 63 | Marc       | 1           | I | |
| 64 | Melquíades | 1           | I | |
| 65 | Pere       | 1           | I | Apòstol de Jesús de Natzaret i primer Papa. |
| 66 | Poncià     | 1           | I | |
| 67 | Romà       | 1           | I | |
| 68 | Sabinià    | 1           | I | |
| 69 | Severí     | 1           | I | |
| 70 | Silveri    | 1           | I | |
| 71 | Simplici   | 1           | I | |
| 72 | Sirici     | 1           | I | |
| 73 | Sisini     | 1           | I | |
| 74 | Soter      | 1           | I | |
| 75 | Símmac     | 1           | I | |
| 76 | Telèsfor   | 1           | I | |
| 77 | Valentí    | 1           | I | |
| 78 | Vigili     | 1           | I | |
| 79 | Vitalià    | 1           | I | |
| 80 | Zacaries   | 1           | I | |
| 44 | Zeferí     | 1           | I | |
| 81 | Zòsim      | 1           | I | |